# Palazzo dei Consoli
Il Palazzo dei Consoli si trova in piazza Grande, a Gubbio, e rappresenta uno dei più imponenti palazzi pubblici d'Italia.

## Storia e descrizione

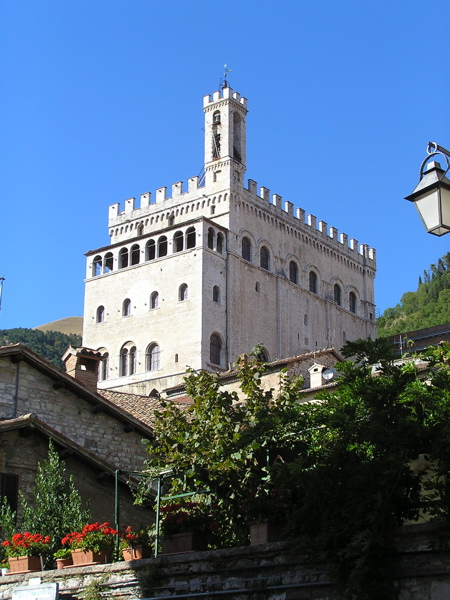

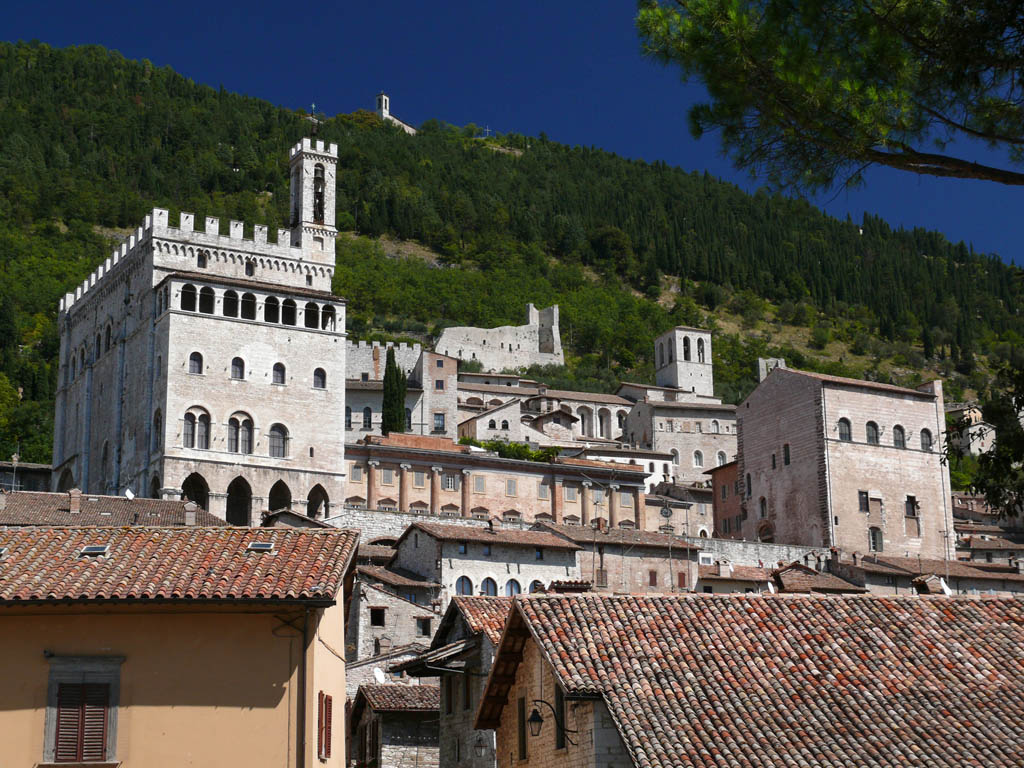
Veduta del palazzo nel profilo cittadino.

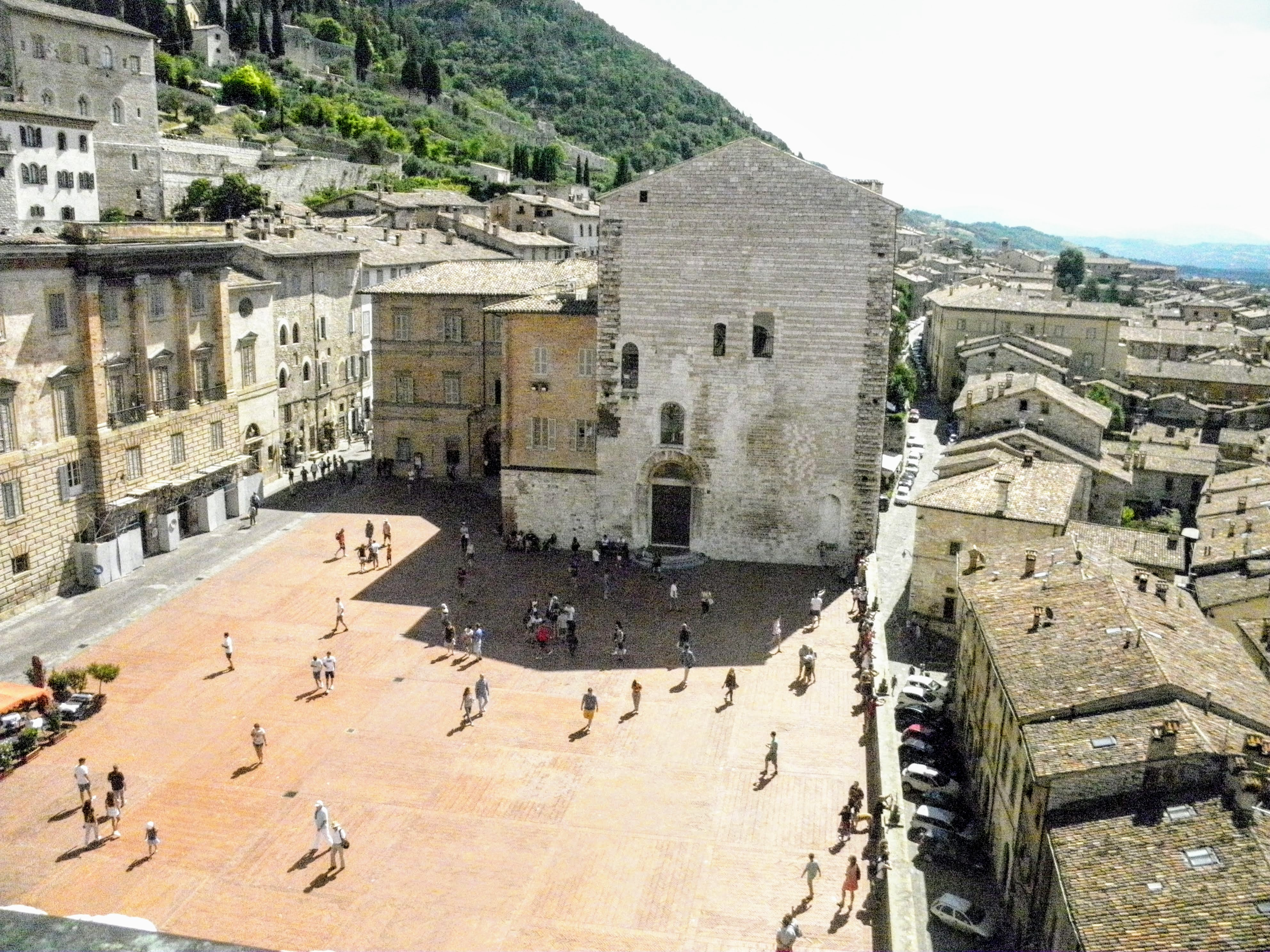
Piazza Grande (vista da Palazzo dei Consoli)

Venne costruito fra il 1332 ed il 1349, secondo alcuni studiosi su progetto di Angelo da Orvieto, secondo altri invece su progetto dell'eugubino Matteo Gattapone. Gli architetti si ispirarono allo scomparso palazzo dei Capitani del Popolo edificato in Arezzo tra il 1270 e il 1278.
Il palazzo dei Consoli, a pianta rettangolare, presenta un'articolazione molto complessa essendo impostato sopra una piazza che in realtà, sfruttando l'andamento del terreno, rappresenta la copertura dei livelli inferiori del medesimo edificio. Infatti misurando l'altezza dal piano stradale sul lato meridionale, al di sotto della piazza pensile, fino alla cima del campanile misura ben 60 metri.
La facciata verso la piazza, realizzata in conci di pietra, ha nella parte superiore sei finestre con arco a tutto centro a coppie di due divise da lesene mentre la merlatura è sostenuta da archetti ogivali. La parte inferiore ha due bifore che fanno da cornice al portale in stile gotico con un affresco del XVI secolo nella lunetta, preceduto da una scalinata a ventaglio. È presente anche una gabbia di ferro che, in passato, era usata per esporre al pubblico ludibrio ladri e malfattori.
Dal portale si accede all'Arengo, grande sala con copertura a botte che in età comunale ospitava le riunioni dei cittadini.
Il palazzo fu il primo edificio a possedere l'acqua corrente, usata per alimentare splendide fontane situate all'interno del palazzo.
L'edificio dal 1909 è sede del museo civico, suddiviso in pinacoteca, sezione ceramiche, collezione archeologica, collezione orientale e collezione risorgimento, e custodisce nei locali della ex cappella le preziose Tavole eugubine.
La torre campanaria è sede del celebre Campanone, fuso da Giovanni Battista Donati il 30 ottobre 1769 e sollevato da piazza Grande il 20 marzo 1770, che insieme alla campana mezzana del 1678 e alla campana piccola del 1289 (più antica dello stesso palazzo), costituisce l'inconfondibile "voce di Gubbio". A partire dal 1380 sei sono stati i campanoni che in circa sette secoli hanno scandito con le loro esibizioni, dette Sonate, il calendario della città, grazie alla maestria dei gruppo dei campanari, nati di fatto con la prima campana, ma costituiti in compagnia riconosciuta solo nel 1981.

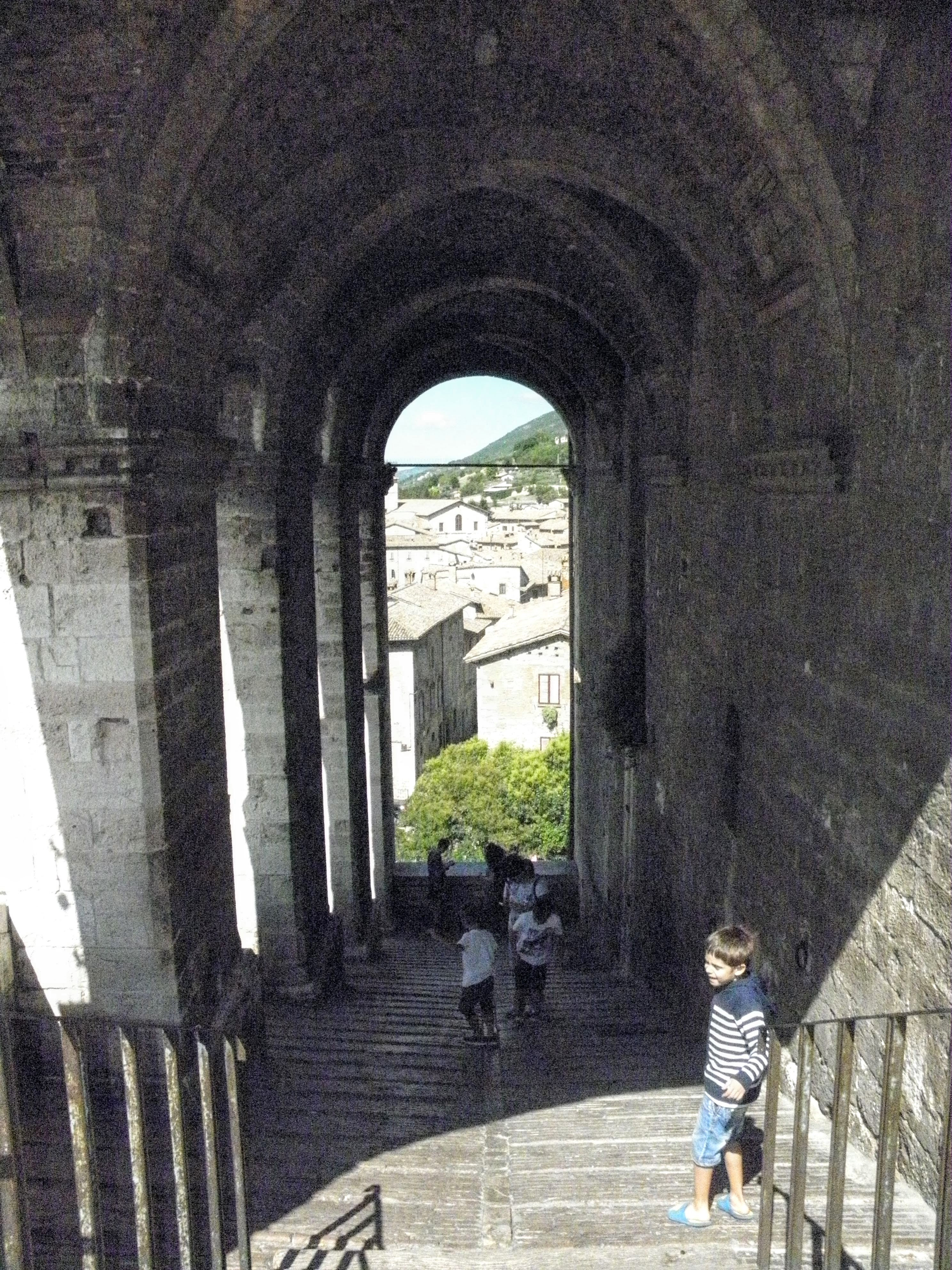
Palazzo dei Consoli (scalinata)